# Bathochordaeus charon
Genre
Espèce
Bathochordaeus charon est une espèce de Larvacés géants (environ 9 cm) et solitaires, dont l'allure peut évoquer une méduse et qui se nourrit en nageant de la filtration des eaux de surface. 

## Description
Il a été décrit pour la première fois en 1900 par Carl Chun qui en avait collecté deux spécimens dans le courant de Benguela lors de l'expédition du Valdivia dans l'Atlantique sud (1898-1899). L'espèce a été nommée d'après Charon, le dieu grec des enfers, qui était censé faire traverser la rivière Styx aux âmes des morts…
Cet animal atypique était une curiosité scientifique puisqu’il n'a plus été observé de façon satisfaisante depuis cette date… jusqu'à ce jour de 2016 où il a été à nouveau clairement identifié par un robot sous-marin télécommandé dans la baie de Monterey (nord-est du Pacifique). Un petit nombre de spécimens de bathochordées avaient été répertoriés dans l'océan Indien, aux Bermudes ou au large des îles Nansei, mais ils étaient différents. Le spécimen des Bermudes est classé par Garstang dans l'espèce Bathochordaeus stygius ; une troisième espèce a été identifiée par la même équipe dans cette même la baie de Monterey : Bathochordaeus mcnutti.
L'animal, atteint de néoténie, reste à l'état larvaire. Il dispose d'un tronc et d'une queue mobile et se sert d'un vaste filet (de plusieurs dizaines de centimètres) pour capturer sa nourriture. Au besoin l'animal peut s'en débarrasser et en produire un nouveau.